# Glossaire de la reliure
Ce vocabulaire spécifique à la reliure est employé par les relieurs, les libraires, les bibliothécaires et les bibliophiles, pour décrire les différentes parties d’un livre relié. Il est utilisé couramment en histoire du livre et de la reliure, ainsi que dans les transactions à distance, qui requièrent des descriptions complètes des ouvrages.

## A
AisPlanchette de bois utilisée lors de la mise en presse et aussi plat d'un in-folio.
AppretureOpérations qui précèdent et suivent l’endossure, comme l’épointage des ficelles, la passure en carton.
ArrondissureOpération par laquelle on arrondit le dos du livre.

## B

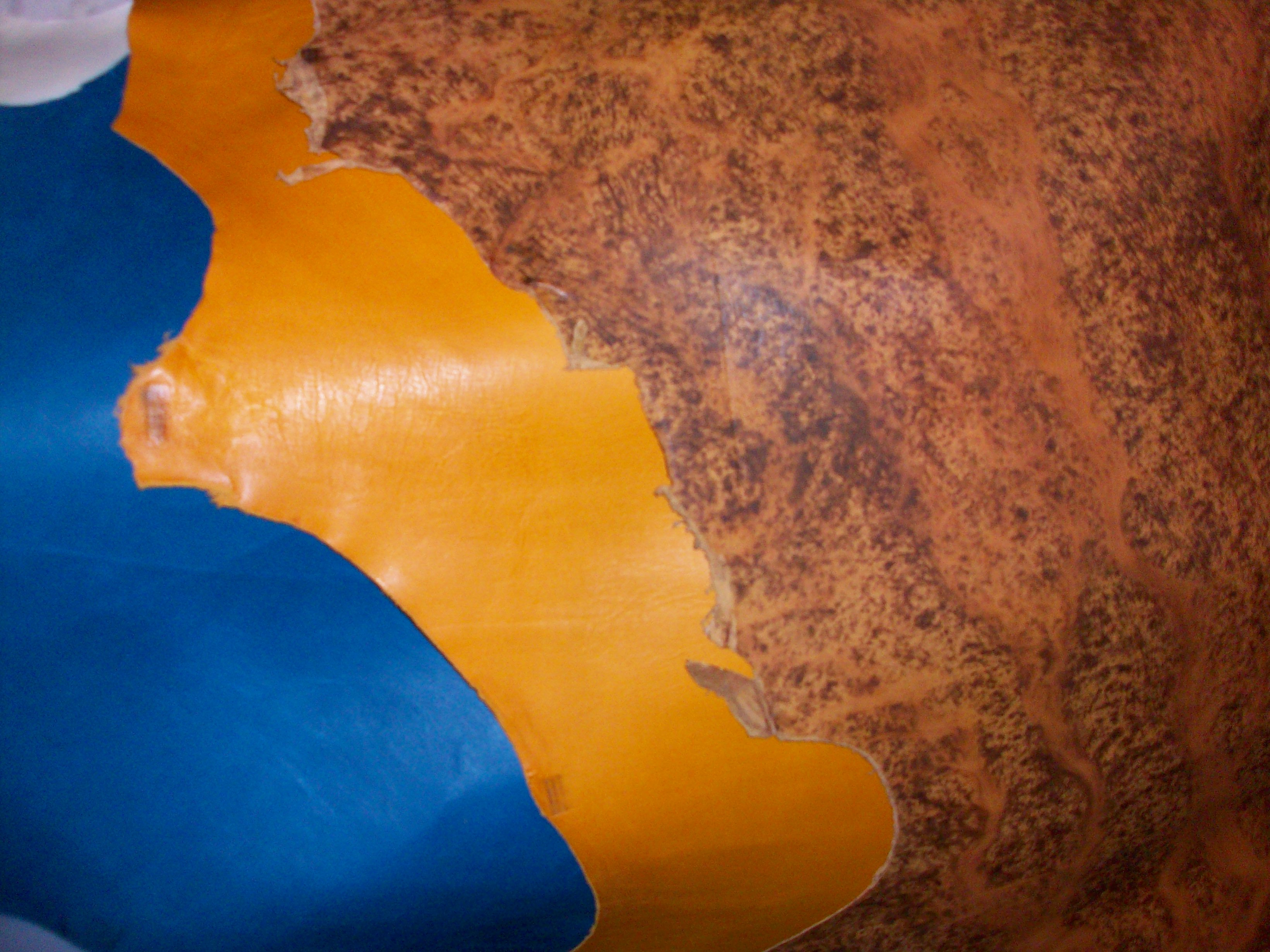
échantillon de basane

BarbesNom de l’Inégalité du bord des feuilles du papier  quand il est fait à la main.
BasaneMatière de recouvrement de reliure (peau de mouton).
BattéeUne petite poignée de cahiers que l’on prenait autrefois pour fouler le papier imprimé avec un lourd manteau.
BècheveterMettre tête-bêche les volumes pour faire une pile.
Bercer Action de redonner une forme plate.
BillotCube de bois servant à la mise en presse d’une petite quantité de volumes.
BrunissureOpération qui permet de faire briller l’or des dorure sur les tranches.

## C
CabochonsGros clous bombés, parfois sculptés, placés aux angles des plats des reliures jusqu'au XVIe siècle pour laisser passer l'air (les reliures étant alors entreposées à plat). Le clou placé au centre du plat se nomme « ombilic ».
CahierEnsemble de feuillets pliés 1, 2, 3 ou 4 fois puis cousus les uns à la suite des autres au moyen d'un cousoir.  Le fil utilisé est toujours du fil de lin, que l'on utilise des rubans de lin ou de coton ou encore des ficelles de chanvre.
CambrureForme très légèrement cintrée des cartons des plats qui s’obtient en collant au verso de ceux-ci un papier approprié.
ChaînetteLe point d’arrêt que l’on fait en tête et en queue lors de la couture d’un volume. Elle est constituée d'un ensemble de nœuds, formant une petite chaîne qui attache les cahiers entre eux.
ChasseDistance (3 à 4 mm) de laquelle les plats débordent du corps d'ouvrage, en tête, en queue et en gouttière. (voir schéma)
ChevilletteOutil le plus souvent en cuivre, qui sert à tendre les ficelles sur le cousoir.
ClaiePeau ou toile renforçant la liaison entre le corps de l’ouvrage et la couverture.
CoiffesExtrémités du dos rabattues au-dessus des tranchefiles.
ContreplatIntérieur du plat.
CornièresCoins en métal (généralement en cuivre) ajoutés aux angles du livre pour protéger des frottements,.

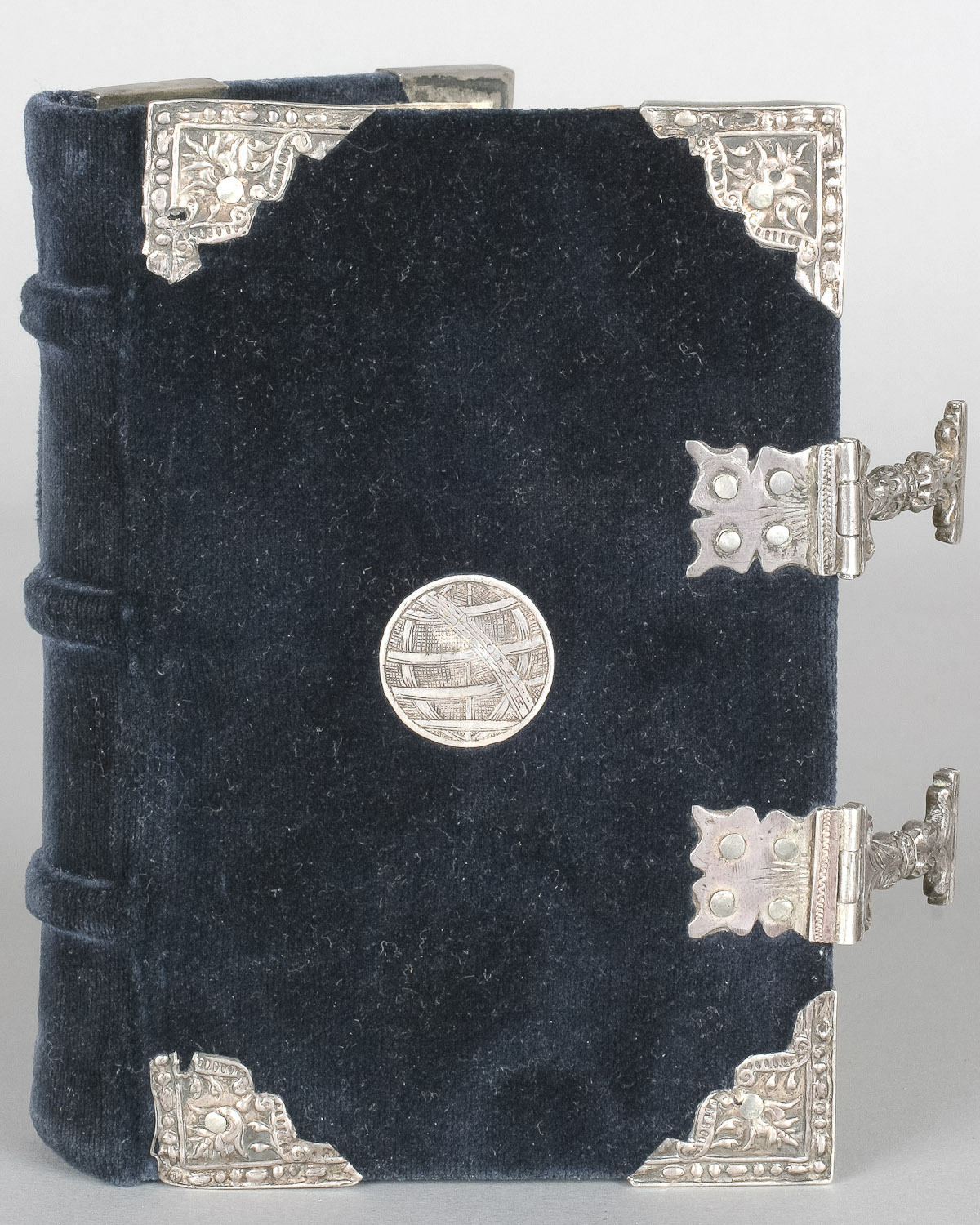
Un livre avec cornières et fermoirs.

Corps d'ouvrageIntérieur du livre, avant la couvrure.
CollationnerVérifier la bonne suite des pages.
CouvrureLe moment du contre-collage de la matière qui recouvrera le livre, on emboîte le corps dans la couverture, on confectionne la coiffe et parfois on pose les coins ou les bandes.

## D
Demi-reliureReliure dont les plats sont pour partie recouverts de papier, et dont seuls le dos et les mors sont recouverts de cuir.
DosCôté visible une fois le livre rangé normalement dans une bibliothèque et sur lequel on dore le titre.

## E
ÉbarberÉgaliser ou réduire les écarts entre les différentes extrémités des marges des cahiers en gouttière et en queue.
EntrenerfsDistance séparant les nerfs entre eux.
EndossureÉtape lors de laquelle le dos de la reliure est arrondi par un rabattage des cahiers, au marteau, le long des mâchoires d'un étau en fonte. Les « mors » (rebords le long du dos) sont ainsi formés, de la même épaisseur que les cartons de plats, permettant de les y loger de chaque côté et d'ouvrir le livre plus aisément par la suite.
Au début du XVIIe siècle, lorsque l'endossure a été inventée, les relieurs français utilisaient une presse à endosser mobile, dans laquelle ils plaçaient plusieurs livres séparés les uns des autres par des planchettes. Ils passaient ensuite un poinçon recourbé sur chaque dos pour coucher les cahiers sur les arêtes des planchettes, en formant ainsi les mors et l'arrondi du dos. Cette opération a été perfectionnée à la fin du XVIIIe siècle avec l'utilisation d'ais ferrés en forme de mâchoires, puis, vers 1840, de l'étau à endosser inventé par les Anglais.

## F
Faux dosBande collée au dos de la couverture.
Faux nerf Des languettes de cuir, de carton ou des ficelles du faux dos qui forment des saillies en relief.
FinissureÉtape finale de la reliure. On fait tous les perfectionnements de l’objet. on pose les coins de renforcement, la garniture des plats, on élague l’intérieur des plats. a lieu également le contrecollage et ébarbage des gardes, la rectification des gardes et des gouttières, le berçage des feuillets collés par la dorure éventuelle des tranches, le polissage du cuir. Une dernière mise en presse termine enfin le travail du relieur.
FondsPlis des feuillets doubles.

## G
Gardes(1) Gardes blanches, placées au début et à la fin du volume avant la couture, pour le protéger et améliorer sa présentation ; 
(2) Gardes couleur, en papier marbré, décoré ou uni, appliquées après la mise en toile ou en cuir et collées directement sur le contreplat.
GouttièreCôté opposé au dos.
GrecquerEntailler avec une scie le dos des cahiers qui sont maintenus dans une presse.

## M
MorsAngle de 90° formé par le fond des cahiers de début et de fin lors de l'arrondissure. Il a pour hauteur l'épaisseur des plats qui viennent s'y plaquer. C'est aussi le nom du cuir ou de la toile qui revient sur les plats dans une demi-reliure.

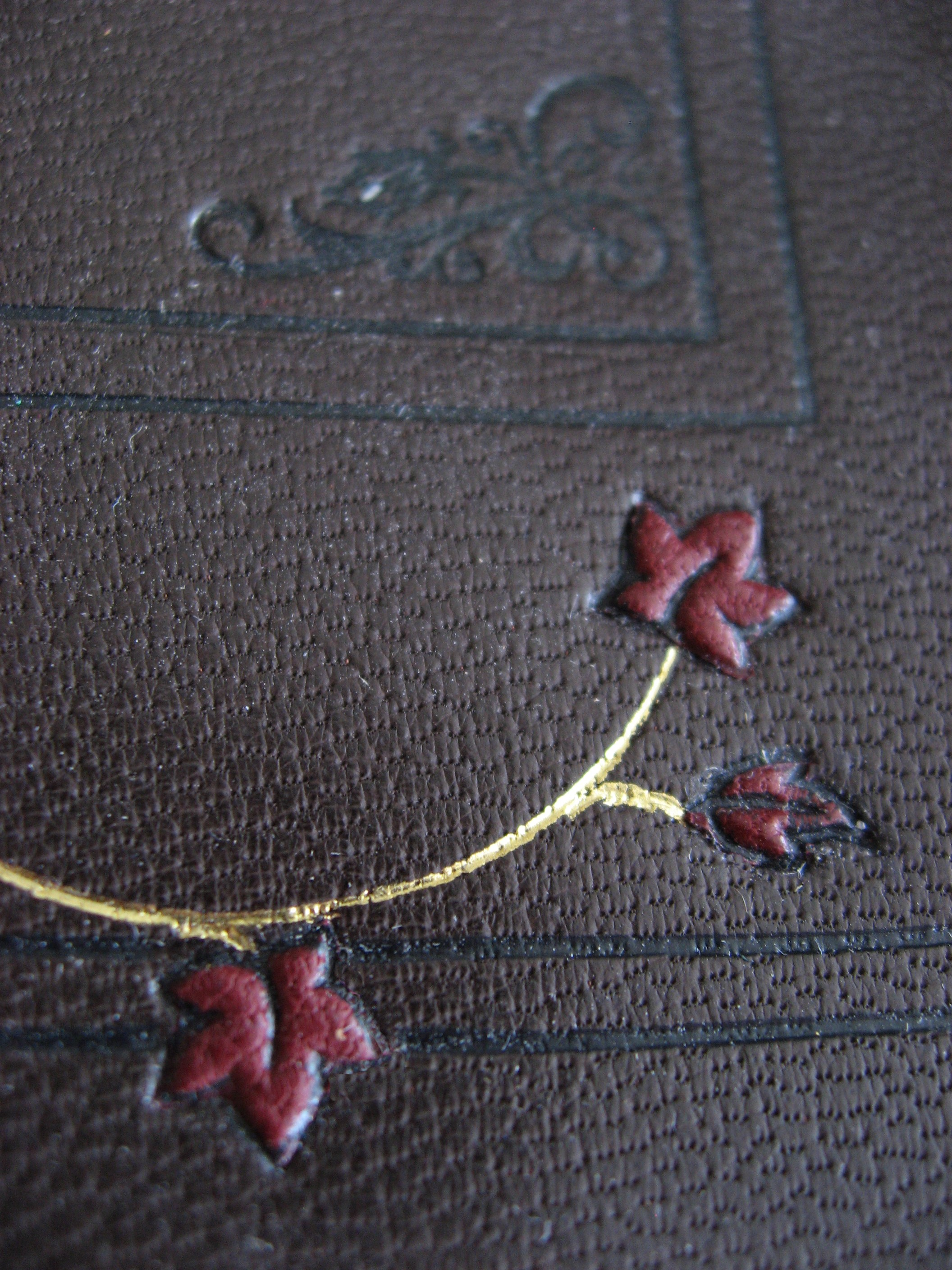
Décor moderne en mosaïque appliquée : cuir bordeaux très fin collé sur le cuir de support et bordé de filets courbés.

MosaïqueMorceau de cuir très aminci et coloré, collé ou incrusté sur le plat du livre couvert de cuir. Le raccord  entre le cuir de la mosaïque et le cuir de support est généralement camouflé par un filet d'or, soit à cheval sur les deux cuirs, soit en contour de la mosaïque. À partir de 1880, le relieur Marius Michel recommande cependant que la mosaïque soit uniquement appliquée sur le cuir, et non incrustée, à cause de la rétractation du cuir avec le temps. Selon lui, les décors aux mosaïques incrustées ont nettement moins bien vieilli que ceux aux mosaïques appliquées.
La mosaïque de cuir remplace au cours du XVIe siècle la pâte-vernis liquide (une sorte de cire teintée formant une surépaisseur) pour rehausser ou mettre en relief certains éléments de décors Renaissance, comme les entrelacs ou arabesques,,. Ce mastic coloré se fendillait et éclatait, et il arrivait que les cassures aux arêtes vives éraflent les autres livres d'une bibliothèque.
L'usage de la mosaïque ne devient généralisé qu'au XVIIe siècle, d'abord en procédé d'« incrustation » (comme sur les reliures du Gascon), puis en procédé d'« application », à la fin du siècle (comme sur les reliures des Padeloup, des Derome et des Dubuisson), lorsque les relieurs ont commencé à utiliser le cuir aminci pour réaliser les pièces de titre.

## N

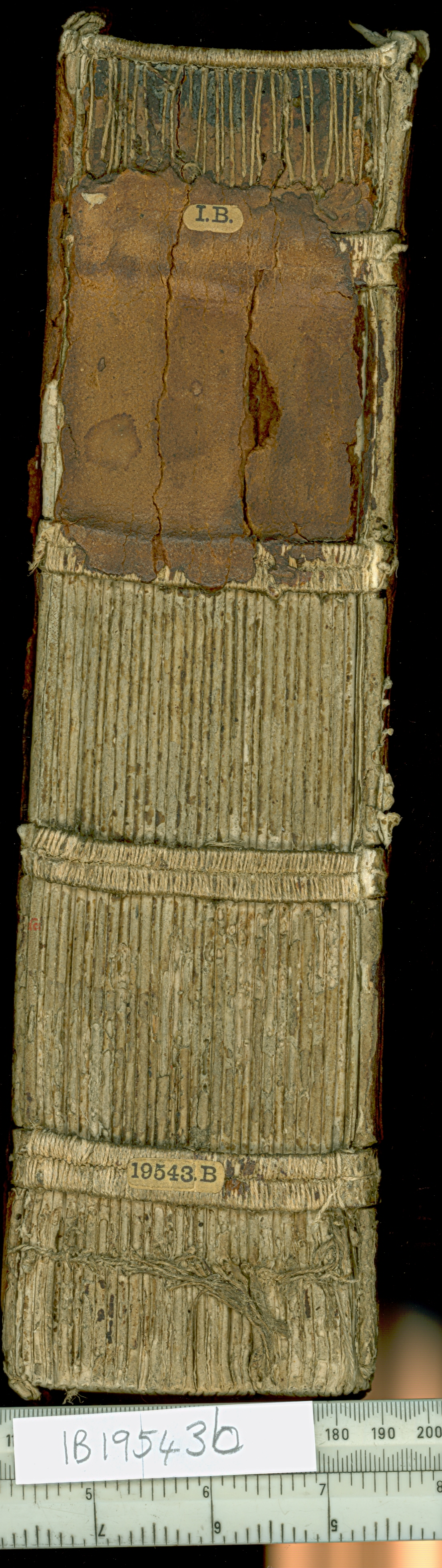
Quatre nerfs (ici lanières de cuir fendues).

NerfsÀ l'origine (dès le VIIIe siècle), traces visibles, en relief sur le dos, des nerfs d'animaux sur lesquels les cahiers du livre étaient cousus. Remplacés progressivement par des lanières de peaux, ou de la ficelle de chanvre. Depuis le XIXe siècle, ce sont généralement de simples décorations, appelées aussi « faux-nerfs » : des bandelettes de cuir ou de carton collées juste avant l'étape de couvrure de la reliure, pour former de fins bourrelets. Ils tendent d'ailleurs à disparaître dans la reliure contemporaine, où les dos sont généralement « lisses » pour rendre le décor du dos plus libre.

## O
OmbilicAussi appelé « ombelic » au XIVe siècle (du latin umbilicus : « nombril »), l'ombilic est l'équivalent du cabochon, mais placé au centre du plat.

## P
Palmerutilisé par exemple pour mesurer l'épaisseur du cuir ou d'un cahier.
PercalineUtilisée en reliure industrielle, la percaline est une toile de coton teinte, enduite puis gaufrée, qui imite le grain du maroquin.
PlaçurePréparation du corps d’ouvrage à la couture. elle détermine la qualité finale de la reliure et la facilité qu’on aura à ouvrir le livre. Il faut préparer le montage et placer les gardes. On effectue une première mise en presse en «battée». Il faut parfois ébarber les cahiers à l’aide d’une cisaille biseautée ou simplement râper les extrémités.
PlatsCe sont les surfaces plates (planchettes de bois ou cartons) couvrant le bloc de cahiers (plat avant et plat arrière).
PleinOuvrage couvert entièrement du même matériau (plein cuir, pleine toile, etc.).

## Q
QueueLa queue est la partie inférieure de l'ouvrage.

## S
SignetRuban de marque-page, fixé en tête du livre.
SeptainCordelette de chanvre formée de sept brins roulés, utilisée en tant que « nerfs » sur lesquels sont cousus les cahiers. Le septain est généralement utilisé à partir du IXe siècle.

## T
TêteCôté supérieur de l'ouvrage (voir schéma).
TrancheIndifféremment des trois côtés du livre autres que le dos. La tranche « de tête » est celle du haut, la tranche « de gouttière » est celle qui est opposée au dos et celle « de queue » est celle du dessous.
La tranche est parfois, lorsque sa largeur le permet, ornementée (dorée, marbrée ou peinte).
TranchefileTissage de soie ou de cuir, unicolore, bicolore ou tricolore, placé sous la coiffe, qui permet de renforcer et orner celles-ci. Les tranchefiles comètes (préfabriquées) servent uniquement de décoration.

## V
VeauPeau lisse et de très bonne qualité (texture, durée de vie, esthétique).